# Marios Siampanīs
Marios Siampanis (in greco Μάριος Σιαμπάνης?; Katerini, 28 settembre 1999) è un calciatore greco, portiere del Volo.

## Carriera

### Club
Ha sempre giocato in Souper Ligka Ellada, la massima serie del campionato greco di calcio.

### Nazionale
Vanta 44 presenze con le rappresentative giovanili greche. Il 14 novembre 2017 realizza il calcio rigore del definitivo 2-1 con la casacca della Grecia Under-19, contro i pari età della Russia.

## Palmarès

### Club

#### Competizioni nazionali
- Coppa di Grecia: 3

PAOK: 2016-2017, 2017-2018, 2018-2019
- Campionato greco: 1

PAOK: 2018-2019